# Rivière des Anguilles
Rivière des Anguilles är en ort i Mauritius.   Den ligger i distriktet Savanne, i den sydvästra delen av landet, 40 km söder om huvudstaden Port Louis. Rivière des Anguilles ligger 148 meter över havet och antalet invånare är 9 927. Den ligger på ön Mauritius.
Terrängen runt Rivière des Anguilles är platt åt sydost, men åt nordväst är den kuperad. Havet är nära Rivière des Anguilles åt sydost.  Närmaste större samhälle är Curepipe, 19,2 km norr om Rivière des Anguilles. 